# Тепінйоль
Тепінйо́ль або Те́пінь-Йоль або Стьо́пин-Йоль або Сте́пін-Єль (рос. Тепинъёль, Теинь-Ёль, Стёпин-Ёль, Степин-Ель) — річка в Республіці Комі, Росія, ліва притока річки Велика Ляга, правої притоки річки Печора. Протікає територією Троїцько-Печорського району.
Річка бере початок із болота Когельнюр (Когелнюр), протікає на південний захід, захід, південний захід та північний захід. Впадає до Великої Ляги в районі колишнього селища Сосновка.